# لامسبا
كانت لامسبا مدينة نوميديا الرومانية الواقعة بالقرب الحالية مروانة، في المنطقة الجنوبية من نوميديا، ومئات من الكيلومترات جنوب سيرتا وأربعين كيلومترا شمال غرب لامبايزيس(لامباز). ربما كان المنطقة الحضرية مركزًا مهمًا في سهل بلزمة وكان على مفترق طرق. التنمية الحضرية للمدينة غير معروفة، ولكن من الممكن أن يكون جزءًا من نموها لتركيب الجنود الرومان، كما كان الحال في مدن نوميديا الأخرى مثل ديانا فيتيرانوروم (زانة) . لا شك أن لاماسبا، الذي يطلق على نفسه اسم أنطونيانا النسبي، كان يتمتع بلا شك بالوضع البلدي تحت حكم كاراكلا . كان للمدينة أسقف مسيحي بدءًا من عام 256.
وفي عام 411، مثل أسقف دوناتي وأسقف كاثوليكي لامسبا في مؤتمر قرطاج. يشتهر الموقع بشكل خاص بسبب اكتشاف نص كتابي مهم، وهو نظام للري مؤرخ من عهد هليوغابالوس .

## قائمة المراجع
1. 1 2  Shaw، Brent (1982). "Lamasba : an ancient irrigation community". Antiquités africaines. ج. 18 ع. 1: 61–103. DOI:10.3406/antaf.1982.1085. مؤرشف من الأصل في 2019-10-01.